# Van Hool AI 114 X
Le Van Hool AI 114 X est un autobus produit à partir de 1972 par le constructeur belge Van Hool.

## Historique
Le 29 décembre 1972, la SNCV a passé cette première commande de bus motorisés par DAF bus au fabricant Van Hool. Livrés entre le 15 octobre 1974 et le 15 avril 1975, ils sont répartis entre le groupe du Brabant, 52 exemplaires et le groupe du Hainaut, 33. Ils constituent la série 4200-4284.

## Caractéristiques
Ces bus étaient équipés d'un moteur diesel de 6 cylindres DAF DKDL1160, placé à l'horizontale à l'arrière et une boîte de vitesses automatique Leyland DB 60.
Cet autobus pouvait emporter 44 voyageurs assis et 48 debout.
L'aspect extérieur est pratiquement le même que les véhicules mis en service au cours des dernières années. Cependant, les innovations et améliorations sont utiles et appréciées aussi bien des passagers que des conducteurs:
- Les sièges "une personne" ont été transférés vers la gauche, afin de faciliter la vue du conducteur sur les opérations de débarquement des passagers.
- Le siège du conducteur n'est plus inclinable, ce qui en fait un montage plus solide.
- Les feux stops sont munis de deux ampoules afin d'assurer un éclairage durable, si l'une venait à brûler.
- Les réservoirs d'air étaient aussi équipés de vannes d'injection automatique
- Les cosses et les poignées étaient recouverts d'une couche de mousse époxy, au lieu de la traditionnelle protection anodisée qui les rendent plus agréables au toucher.
- La suspension pneumatique est généralisée en 1974.
- Des coussins de caoutchouc ou des soufflets remplis d'air comprimé et placés entre les essieux et le châssis ou la carrosserie, ainsi que les amortisseurs assurent une suspension très souple du véhicule. La pression d'air dans le soufflet est contrôlée par une multitude de vannes pour maintenir une hauteur d'entrée fixe, quelle que soit la charge du véhicule.

## Commercialisation
| Lieux    | Réseaux | Versions | Quantités | Mises en service | Observations - Particularités |
| -------- | ------- | -------- | --------- | ---------------- | ----------------------------- |
| Belgique | SNCV    | AI 114 X |           |                  |                               |